# 岩出根来インターチェンジ

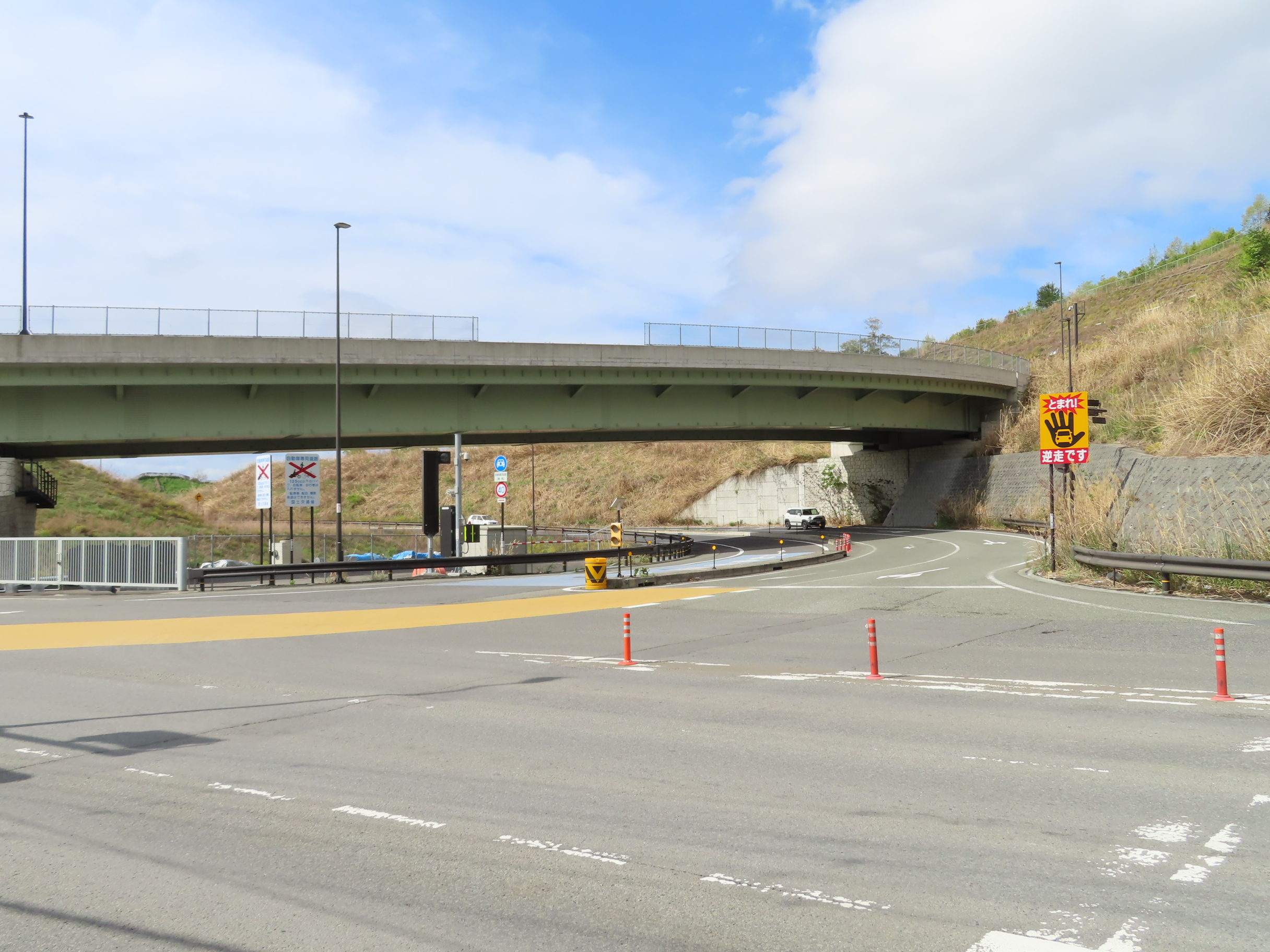
岩出根来インターチェンジ

岩出根来インターチェンジ（いわでねごろインターチェンジ）は、和歌山県岩出市にある京奈和自動車道（紀北西道路）のインターチェンジである。
岩出市内の紀ノ川広域農道と和歌山県道63号泉佐野岩出線の接続する根来寺西方の交差点近辺に位置している。県道泉佐野岩出線は、関西国際空港やりんくうタウン方面への主要アクセス道路として線形改良や4車線化工事が進行中。

## 歴史
- 1997年（平成9年）度 : 事業化
- 1999年（平成11年）12月3日 : 都市計画決定
- 2015年（平成27年）9月12日 : 紀の川IC - 岩出根来IC間 開通に伴い供用開始[1]。
- 2017年（平成29年）3月18日 : 岩出根来IC - 和歌山JCT間 開通[2][3]。少し西側の本線上に「岩出根来本線料金所」を供用開始。

## 周辺
- 根来寺 - 国宝、国名勝、国史跡等に指定されている、新義真言宗総本山の寺院。
- 増田家住宅 - 大庄屋屋敷で、国の重要文化財に指定。
- 一乗閣 - 旧和歌山県議会議事堂で、県指定文化財。
- 桃井家住宅 - 大庄屋屋敷で、市指定文化財。
- 和歌山県植物公園緑花センター
- 岩出市立岩出図書館
- 道の駅根来さくらの里
- 道の駅ねごろ歴史の丘

## 接続する道路
- 和歌山県道63号泉佐野岩出線

## 料金所

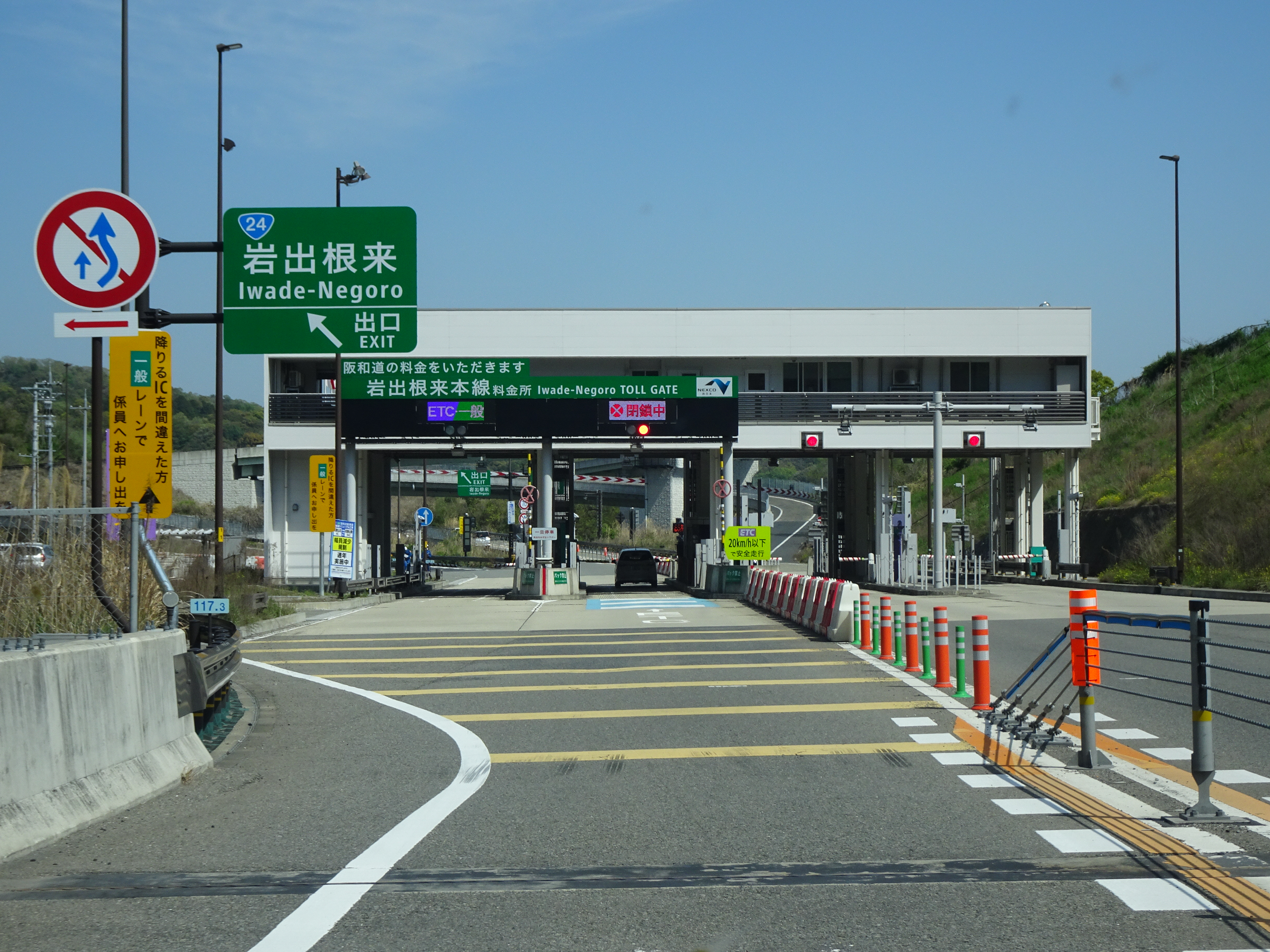
料金所付近

当初は無料区間のみ開通していたため設置されていなかったが、2017年3月18日の岩出根来IC - 和歌山JCT間（実質有料区間）の開通時に、当ICの少し西側の本線上に新たに岩出根来本線料金所（いわでねごろ ほんせんりょうきんじょ）が設置された。
ブース数は両方向とも2（ETC専用、ETC/一般併用が各1）。

## 隣
E24 京奈和自動車道（紀北西道路）
(19)紀の川IC - (20)岩出根来IC/TB - (20-1)和歌山JCT

## 関連記事
- 日本のインターチェンジ一覧 あ行